# Yigoga goateri
Yigoga goateri är en fjärilsart som beskrevs av Michael Fibiger och Arne Moberg 1990. Yigoga goateri ingår i släktet Yigoga och familjen nattflyn. Inga underarter finns listade i Catalogue of Life.